# Kringsjön
Kringsjön är en sjö i Laxå kommun i Närke och ingår i Norrströms huvudavrinningsområde.